# Utlöpare (landform)

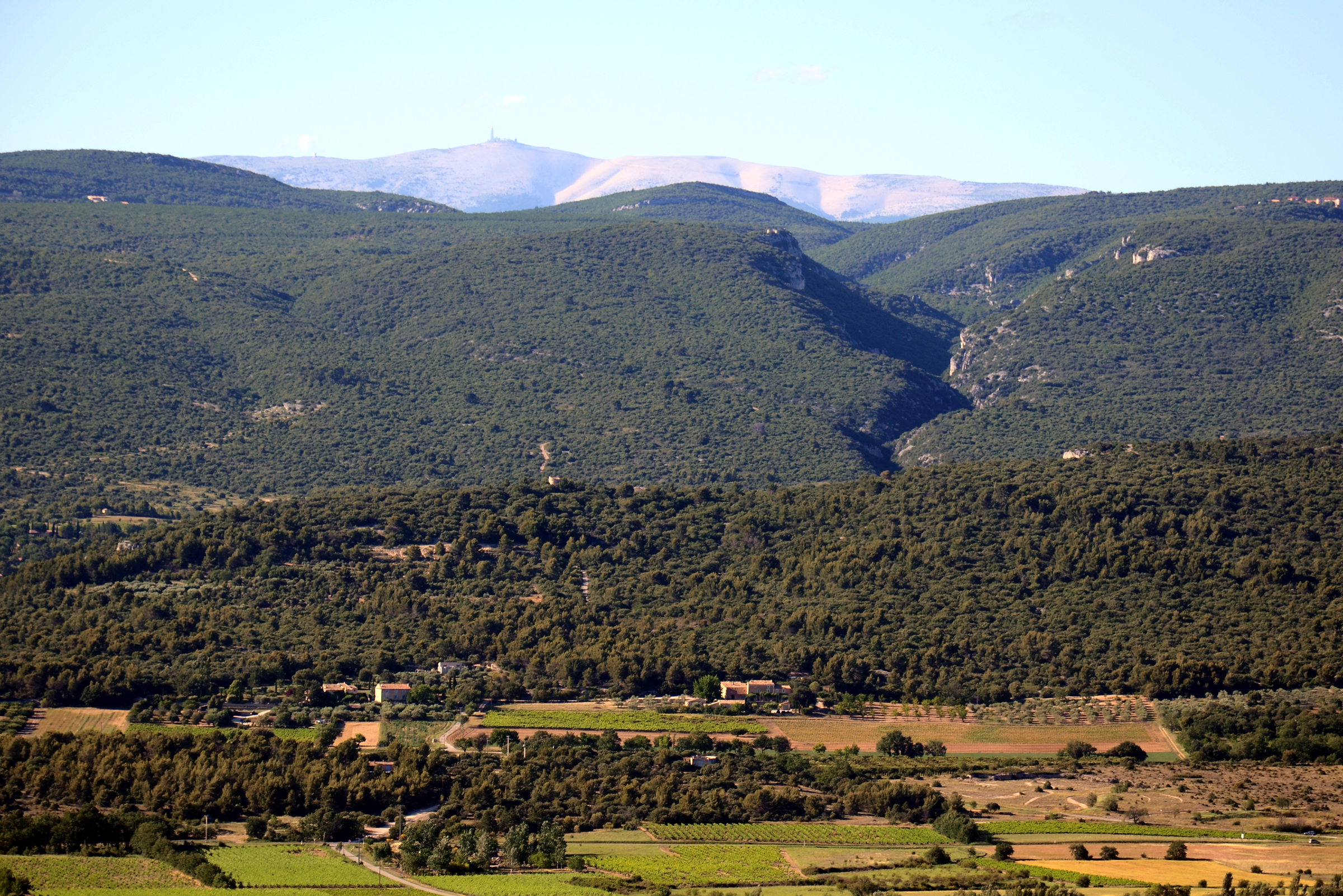
Mont Ventoux och omgivande berg är sydvästliga utlöpare till Alperna.

En utlöpare är inom naturgeografin en förlängning av en bergskedja eller annan enhetlig landform.
Ordet utlöpare kan bland annat användas om förlängningen av ett större stäpp- eller bäckenområde. Exempel 1: ungerska pustan är en utlöpare av den eurasiska stäppen. Exempel 2: Orinocobäckenet är en utlöpare av Amazonasbäckenet.
Några exempel på utlöpare från bergskedjor:
1. Mont Ventoux och de omgivande bergen är utlöpare till Alperna.[4]
2. I västra Ungern finns utlöpare till Alperna.[5]
3. Tien Shan är en utlöpare till Himalaya.[6]
4. Delar av Tennessee täcks av utlöpare till Alleghenybergen.[7]

## Motsvarighet på engelska
I engelska språket finns uttrycken spur och salient. Det förstnämnda ordet syftar främst på en mindre bergstopp i en bergssluttning. Det senare begreppet används oftare inom politisk geografi, i samband med ett territorium som "tränger in" i ett annat eller in mellan andra territorier. I vardagsspråket används även ordet panhandle (pannhandtag), åtminstone inom amerikansk engelska.
I den senare betydelsen används ofta inte ordet utlöpare på svenska. Exempelvis kan Capriviremsan (liksom Gazaremsan och Wakhankorridoren i Afghanistan) beskrivas som en landremsa. Begreppet utbuktning kan användas om en mindre fram- eller inträngande del av ett land.